# Vantunlampi
Vantunlampi eller Vantutlampi är en sjö i Finland. Den ligger i kommunen Pudasjärvi i landskapet Norra Österbotten, i den centrala delen av landet, 600 km norr om huvudstaden Helsingfors. Vantunlampi ligger 106,1 meter över havet. Arean är 1,04 kvadratkilometer och strandlinjen är 4,49 kilometer lång. Sjön  ingår i Ijo älvs huvudavrinningsområde. 